# Ги II де Блуа-Шатильон
Ги II (фр. Guy II de Blois-Châtillon; ок. 1345 — 22 декабря 1397) — последний граф Блуа и Дюнуа из рода Блуа-Шатильон.

## Биография
Младший сын графа Людовика I и его жены Жанны д’Авен. В 1350 году после смерти матери унаследовал графство Суассон. В 1360 году в числе других французских заложников (по миру в Бретиньи) отправился в Англию. В 1367 году выкупился на волю, продав графство Суассон английскому королю Эдуарду III (который уступил его Ангеррану VII де Куси). Участвовал в походе тевтонских рыцарей в Литву (1370), в войнах короля Карла VI с фламандцами и англичанами, в битве при Розбеке командовал арьергардом королевской армии. 
В 1381 году после смерти брата (Жана II), не оставившего законорожденных детей, Ги II наследовал все его владения:  графства Блуа и Дюнуа; сеньории Шиме, Кувен, Фюмен и Ревен; шателении Фретаваль, Реморантен, Миллансэ и Шато-Рено, и многие другие земли в Эно, Голландии, Зеландии и Фризии. Ги II оказывал покровительство Жану Фруассару, выхлопотав для него должность канонника в Шиме.
В 1370 году женился на Марии Намюрской (ум. 11.08.1412), дочери намюрского маркиза Вильгельма I. Их единственный сын Людовик III де Блуа-Шатильон умер бездетным в 1391 году. Согласно хронисту, граф Блуаский и его жена «не были ни способны, ни пригодны родить еще детей, ибо от того, что они много пили и плотно ели нежное и вкусное мясо, они чрезвычайно разжирели. Граф не мог ездить верхом, но велел возить себя на повозках, когда хотел направиться в то или иное место для потех с собаками или птицами». После смерти наследника Ги II продал в октябре 1391 года графства Блуа и Дюнуа Людовику I Орлеанскому (за 200 тысяч ливров). Синьорию Шиме купили по частям Тибо де Морейль и герцог Филипп Бургундский. 
Заплатив долги, Ги II продолжал жить привычной жизнью. Он пожизненно сохранял титул и право пользоваться своим владением в синьории Авен, которую завещал своему кузену — графу Жану де Пентьевр. Его вдова, Мария Намюрская, в 1406 году вышла замуж за Пьера де Бребана (1380—1428), адмирала Франции, что позволило ему именоваться графом Намюра.